# Nobrow
Nobrow est une maison d'édition britannique fondée en 2008 par Sam Arthur et Alex Spiro. Elle publie une revue biannuelle intitulée Nobrow, des livres et des affiches sérigraphiées.
Nobrow France, qui publie des traductions en français des livres de Nobrow, a été lancé en janvier 2012. Leur premier livre publié en France est Hilda et le géant de la nuit de Luke Pearson.
Ils publient des artistes britanniques et de tous horizons, tels que Jon McNaught (dont le livre Automne a reçu le Prix révélation du Festival d'Angoulême), Luke Pearson, Micah Lidberg, Blexbolex, Karine Bernadou, Sam Vanallemersch, Jérémie Fischer, Bjorn Rune Lie, Tom Rowe, Ben Newman...

## Liens
- (en) Site de l'éditeur